# تنضيد المركبات العضوية الفلزية في الطور البخاري

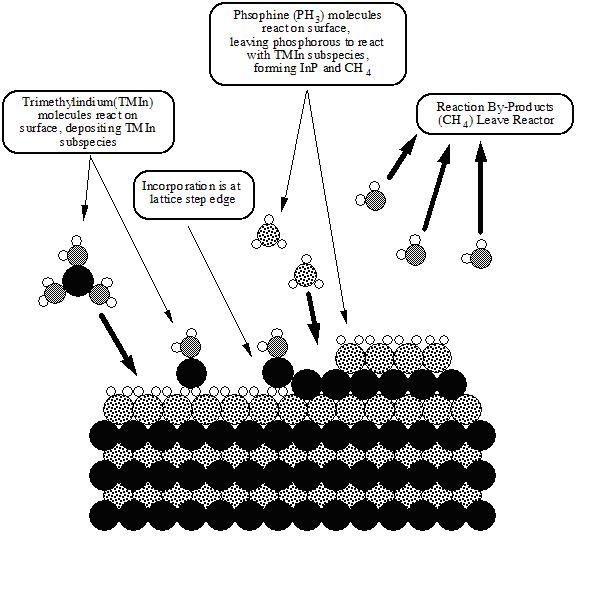
عملية تنضيد المركبات العضوية الفلزية في الطور البخاري

تنضيد المركبات العضوية الفلزية في الطور البخاري هي عملية ترسيب كيميائي للبخار للمركبات العضوية الفلزية تستخدم من أجل تشكيل طبقات رقيقة من بلورات متعددة التبلور أو الأحادية، وذلك من أجل تشكيل بنية معقدة متعددة الطبقات ذات صفات شبه موصلة.
يرمز لهذه العملية اختصاراً على الشكل MOVPE أو OMVPE أو MOCVD.
على العكس من تنضيد الحزمة الجزيئية MBE فإن نمو البلورات يحدث في الفراغ، ووفق عملية كيميائية وليست فيزيائية. لهذه العملية تطبيقات في الإلكترونيات البصرية وفي الثنائيات الباعثة للضوء.